# The Legible City
The Legible City est une œuvre de l'artiste australien Jeffrey Shaw réalisée à la fin des années 1980 en collaboration avec Dirk Groeneveld.

## Description
Sur un principe de simulation de déplacement, le spectateur est invité à parcourir, en pédalant et en orientant le guidon d'une bicyclette, une ville virtuelle dont les rues sont bordées de lettres en volume formant des mots et des phrases. Cette vision s'affiche, calculée en temps réel par un puissant ordinateur graphique, sur un grand écran placé face à lui. Les phrases renvoient à la réalité des villes évoquées, le centre de Manhattan et la vieille ville d'Amsterdam. Pour New York, ce sont huit textes, monologues de personnalités liées à la ville. Pour Amsterdam, ce sont des chroniques historiques de la cité. Alors que pour Manhattan les lettres-immeubles sont uniformes, la typographie de la ville lisible d'Amsterdam reprend avec précision le profil et la tonalité des bâtiments réels.
The Legible City a été présenté :
- au Bonnefanten Museum, Maastricht en 1988, version prototype avec un joystick à la place du vélo et graphismes "fil de fer", logiciel de Gideon May et Lothar Schmitt[1].
- à ARTEC, Nagoya en 1989
- au Siggraph en 1989
- à Ars Electronica, Linz en 1989 et 1990.

Matériel de création et de diffusion : Ordinateur Silicon Graphics IRIS 4D/25TG, ordinateur PC, vidéoprojecteur Sony. Logiciel : Gideon May.

## Tentative d'explication
Du point de vue technique, cette œuvre est un exploit. Il en existe plusieurs versions, qui prennent à chaque fois les plans réels de la ville visitée, New York, Amsterdam et Karlsruhe. Les mots se forment à partir du parcours à l’intérieur de ces villes.
Il y a ici le principe de l’interactivité, on est plongé dans l’image de synthèse. C’est une rupture fondamentale avec le cinéma. La logique du cinéma veut que l’image soit donnée, on ne peut la modifier. Ici c’est le spectateur qui décide de l’évolution de l’image. Ce n’est plus une projection.
On parle de la notion de dérive : l’idée de se déplacer dans la ville sans aucun but, ni de destination précise : Hasard d’événement. Cela reste relatif, car la ville possède ces forces d’attraction qui se manifestent de manière différentes…
La ville vous guide, on apprend à se connaître soi-même (quelles sont les choses qui nous attirent ?). La ville vous attire dans certaines directions et elle cache beaucoup de choses.
(D’après les sociologues, on apprend beaucoup d'une civilisation, en regardant ce qu'elle détruit, ce qu'elle jette, ses poubelles…). 
Nous sommes confrontés à des mots ! Pourquoi des mots ?
Les mots sont dans l’univers du langage, ce qui nous est donné à voir, cette espèce de typologie, c’est que cette image de synthèse est un langage.
C’est une nouveauté par rapport à la photographie, la vidéo… Pour avoir une image de synthèse, il faut avoir un algorithme. C’est une ville Langagière.
L’interactivité se forme par la nature de cette image. Cette image est langagière. Elle nécessite une structure logique et complexe, un algorithme.
Jeffrey Shaw met ensemble deux technologies.
La première est physique, mécanique : le vélo. La deuxième est numérique, virtuelle : l’image de synthèse. Il met ensemble deux univers, deux stades de la science. La phase mécanique, du corps : «  je suis celui qui active la machine » mais la machine est imaginaire, langagière.
Ces deux univers sont opposés, ils engendrent des enjeux différents.
On passe de la phase mécanique vers la phase informatique, langagière, immatérielle.
Deux univers qui dévoilent des implications différentes :
« je suis en train de pédaler avec mon corps »
« je suis en face d’un univers, d’image dans lequel je suis impliqué »
L’œuvre nous met en situation, elle nous pousse à entrer dans un monde virtuel. Notre destinée, la ville dans laquelle nous sommes appelés à évoluer, est une ville de langage. Dérive physique n’expliquant pas la réalité des choses.
L’image de synthèse nous avale. Nous sommes déjà préfigurés. L’impression de diriger est fausse, car la ville est déjà donnée d’avance. L’idée de liberté est fausse, car tout est déjà pré calculé, prévu… préfiguré.
Nous sommes quelque part de plus en plus prisonnier du langage.
Nous[Qui ?] pouvons conclure que la réalité virtuelle ouvre enfin sur la téléprésence, terme générique utilisé pour décrire toute expérience réalisée au moyen d’un ensemble de technologies, qui procure l’impression d’être physiquement présent en un lieu ou un temps différent de ceux dans lesquels on se trouve en réalité.

## Influences
The Legible City a largement influencé un certain nombre d'œuvres, dont la plus évidente est le clip vidéo The Child du français Alex Gopher, réalisé par le collectif de graphistes H5 en 1998.